# UPM Raflatac
UPM Raflatac — ведущий мировой поставщик самоклеящихся материалов для этикетирования продукции и информационного этикетирования в самых разных областях применения — от фармацевтики и защиты товарного знака до маркировки продуктов питания и напитков.
Самоклеящиеся бумажные и пленочные материалы UPM Raflatac поставляются в рулонах и листах.
Вся система производства сертифицирована в системе качества ISO 9001.